# Liô Mariz
Leonardo Mariz de Oliveira Rezende, conhecido como Liô Mariz (Recife, 5 de fevereiro de 1982 — Rio de Janeiro, 13 de dezembro de 2005) foi um músico brasileiro. Era letrista, guitarrista e vocalista da banda Som da Rua.

## Biografia/carreira
Filho de Eliane e José Carlos e irmão caçula de Marcelo Rezende, mudou-se para o Rio de Janeiro com apenas dois meses de idade e levou sua vida como um autentico carioca.
Cresceu em um ambiente familiar onde a música esteve sempre muito presente. Seus pais, tios e posteriormente seu irmão Marcelo sempre tiveram de alguma forma um envolvimento bem estreito com a arte de tocar ou cantar. Era um ambiente bastante musical, apesar de nenhum deles, até então, se dedicarem profissionalmente a isso. Independente de todo esse ambiente, foi na escola que, aos cinco anos de idade, Liô despertou a atenção de sua professora, que chamou seus pais e sugeriu a eles que o colocasse numa escolinha de música, pois ele se mostrava, em sua visão, com um grande potencial para música e que isso deveria ser desenvolvido. Assim foi feito, mas infelizmente a escolinha em questão passou por graves problemas ocasionando o fechamento de suas portas ao final do primeiro ano, o que ocasionou a interrupção de sua educação musical.
A família tinha nas comemorações natalinas, que aconteciam todos os anos na casa de sua avó materna, uma festa bastante peculiar. Após as comemorações normais características das noites de natal, amigos e familiares se apresentavam num show, onde cada um exibia uma forma de arte. Uns cantavam, outros representavam, etc. O melhor show da noite, por votação do público, recebia um troféu. Foi nessas apresentações que Liô começou a demonstrar seu talento, seu carisma e sua presença de palco. Em uma de suas apresentações, aquele menino gordinho com a cara pintada de preto cantando "I´ll be There" do Michael Jackson fez com que todos que o assistiam naquele momento fossem às lágrimas. Em outra edição desses shows de natal, Liô, ainda gordinho, mas com cabelo de pastinha, cantou, se acompanhando com uma guitarra quase do seu tamanho, uma de suas primeiras canções:  "Melô do Côrno Manso". Outro sucesso e outro troféu de melhor da noite.
Aos treze anos de idade, seu irmão Marcelo, que tinha uma banda chamada The Sirs, se ausentou do país por um ano e Liô foi convidado a integrar esse grupo no lugar do irmão. Foi aí que realmente tudo começou. Liô foi mordido pelo mosquito do palco e do público. Ali, ele teve a certeza de que era isso que ele queria para toda a sua vida.
Com o retorno do Marcelo ao Brasil, Liô, que já estava há um ano tocando com o The Sirs, teve que procurar seu espaço dentro do universo musical. Naquela época ele já compunha. Coincidentemente, os integrantes do The Sirs começaram a decidir o que fazer com suas vidas. A maioria tinha na música um hobby, assim sendo, o grupo se desfez e cada um seguiu um caminho profissional diferente. Mas para Liô, João Rodrigo e Marcelo, a música era o que queriam para suas vidas. Viver de música e para música tornou-se o principal objetivo para cada um deles.
Assim então nasceu o Som da Rua. Uma banda de Pop-Rock que teve no Liô o seu alicerce. Inicialmente como vocalista e compositor de algumas canções. Depois, o principal compositor da banda e finalmente guitarrista, onde dividiu com Diogo Sales o peso, a marcação e a suavidade sonora da banda.

## Morte
No dia 13 de dezembro de 2005, um acidente de trânsito no Rio de Janeiro envolvendo um ônibus da Viação Real que fazia a linha 128 (Leblon - Rodoviária), tirou a vida de Liô, com apenas 23 anos de idade. Segundo o empresário da banda, Marcelo Reis, Mariz dirigia um Fiat Uno quando colidiu com o ônibus na esquina das ruas Visconde de Pirajá com Joana Angélica, em Ipanema. "Foi uma fatalidade. Ele estava preso às ferragens quando faleceu", disse.
O baixista João Rodrigo Miranda, que na época tinha 26 anos, também estava no carro e foi levado ao Hospital Miguel Couto em uma UTI Móvel. "Ele foi medicado, está observação e passa bem", contou o empresário.